# EC 1.2.99
La EC 1.2.99 è una sotto-sottoclasse della classificazione EC relativa agli enzimi. Si tratta di una sottoclasse delle ossidoreduttasi che include enzimi che agiscono utilizzano un'aldeide o un chetone come donatori di elettroni ed accettori di diversi tipi.

## Enzimi appartenenti alla sotto-sottoclasse
| numero EC   | nome accettato                                  |
| ----------- | ----------------------------------------------- |
| EC 1.2.99.2 | monossido di carbonio deidrogenasi (accettore)  |
| EC 1.2.99.3 | aldeide deidrogenasi (pirrolochinolina-chinone) |
| EC 1.2.99.4 | formaldeide dismutasi                           |
| EC 1.2.99.5 | formilmetanofurano deidrogenasi                 |
| EC 1.2.99.6 | carbossilato reduttasi                          |
| EC 1.2.99.7 | aldeide deidrogenasi (FAD-indipendente)         |